# Kołysanka Johannesa Brahmsa
Kołysanka – utwór muzyczny, skomponowany w formie kołysanki przez niemieckiego kompozytora Johannesa Brahmsa i opublikowany w 1868 roku (Op. 49, No. 4). Później powstał także tekst do tej kołysanki w języku niemieckim.